# チャールズ・ストートン (第17代ストートン男爵)
第17代ストートン男爵チャールズ・フィリップ・ストートン（英語: Charles Philip Stourton, 17th Baron Stourton、1752年8月22日 – 1816年4月29日）は、イングランド貴族。

## 生涯
第16代ストートン男爵ウィリアム・ストートンとウィニフレッド・ハワード（Winifred Howard、1736年8月31日 – 1753年7月15日、フィリップ・ハワードの娘）の息子として、1752年8月22日に生まれた。
1777年9月20日に母の伯父にあたる第9代ノーフォーク公爵エドワード・ハワードが死去すると、ファーニヴァル男爵、タルボット男爵、ブラックミアのストレンジ男爵、モウブレー男爵、セグレイブ男爵の爵位がストートンと母の妹アン・ハワード（Anne Howard、1742年8月29日 – 1787年1月15日）の間で保持者不在（abeyance）になった。
1781年10月3日に父が死去すると、ストートン男爵の爵位を継承した。しかし、カトリックだったため貴族院議員にはなれなかったという。その後、1785年にウィルトシャーのボナム（Bonham）にある領地を売却した。
1816年4月29日に死去、5月6日に埋葬された。息子ウィリアム・ジョセフが爵位を継承した。

## 家族
1775年7月12日、メアリー・ラングデイル（Mary Langdale、1752年頃 – 1841年4月12日、第5代ホームのラングデイル男爵マーマデューク・ラングデイルの娘）と結婚、6男7女をもうけた。
- ウィリアム・ジョセフ（英語版）（1776年 – 1846年） - 第18代ストートン男爵
- コンスタンシア・メアリー（Constantia Mary、1777年6月30日 – 1826年12月6日）
- チャールズ（1778年） - 夭折
- メアリー（1780年2月11日 – 1850年12月27日）
- エリザベス（1781年 – 1836年3月25日）
- シャーロット・メアリー（1782年3月7日 – 1864年1月16日） - 1802年11月22日、ジョセフ・ウェルド（Joseph Weld、1777年1月27日 – 1863年10月19日、トマス・ウェルドの息子）と結婚、子供あり
- メアリー・キャサリン（1783年 – 1784年5月15日）
- アポロニア・メアリー（Apollonia Mary、1785年1月4日 – 1868年11月2日） - 1812年1月20日、トマス・デイヴィソン・ブランド（Thomas Davison Bland、1847年12月6日没）と結婚、子供あり
- エドワード・マーマデューク・ジョセフ（1786年5月6日 – 1847年3月15日） - 1813年8月6日、マーシア・ブリジット・フォックス＝レーン（Marcia Bridget Fox-Lane、1826年6月10日没、ジェームズ・フォックス＝レーン（英語版）の娘）と結婚、子供あり。1828年に準男爵に叙爵。姓をヴァヴァソア（Vavasour）に改めた
- チャールズ・ジョセフ（英語版）（1787年9月19日 – 1868年12月1日） - 庶民院議員。1817年1月27日、シャーロット・メアリー・クリフォード（Charlotte Mary Clifford、1819年3月31日没、第6代チャッドリーのクリフォード男爵チャールズ・クリフォードの娘）と結婚、子供あり。1821年5月1日、メアリー・コンスタブル＝マクスウェル（Mary Constable-Maxwell、1857年9月25日没、マーマデューク・ウィリアム・コンスタブル＝マクスウェルの娘）と結婚、子供あり。また、姓をラングデイルに改めた
- ジュリアナ・メアリー（1789年5月12日 – 1861年11月27日） - 1812年7月23日、ピーター・ミドルトン（Peter Middleton、1866年6月3日没）と結婚、子供あり
- ロバート・ジョセフ（1790年12月6日 – 1797年8月2日）
- フィリップ・ヘンリー・ジョセフ（1793年1月14日 – 1860年8月3日） - 1829年7月28日、キャサリン・ハワード（Catherine Howard、1874年1月27日没、ヘンリー・ハワードの娘）と結婚、子供あり